# 格朗 (弗里堡州)
格朗（法語：Greng，法語發音：[ɡʁɛ̃]）是瑞士弗里堡州的一个市镇，位於該國西部，面積0.97平方公里，海拔高度439米，2011年人口166，一半人口信奉基督教，人口密度每平方公里171人。

## 外部連結
- Official website （页面存档备份，存于） （德文）